# Тауранга
Тауранга је град на Новом Зеланду. Смештен је у региону Беј ов Пленти на Северном острву.
Тауранга је један од најбрже растућих градова на Новом Зеланду, са растом од 14 посто од 2001. до 2006.
У њој се налази највећа извозна лука Новог Зеланда.

## Становништво
| 2001.  | 2006.   | 2013.   |
| ------ | ------- | ------- |
| 91.146 | 103.881 | 114.789 |